# 岡村みどり
岡村 みどり（おかむら みどり、1962年4月7日 - ）は、神奈川県出身の日本の音楽家。音楽制作会社マニュアル・オブ・エラーズ・アーティスツ所属。

## 人物・来歴
1985年にスタディスト・アーティスト岸野雄一（ヒゲの未亡人）をはじめとする京浜兄弟社メンバーと出会ったことがきっかけで作曲を開始。岸野、松前公高とコンスタンス・タワーズ（後に Space Ponch に発展）を結成し、ライブ活動をナイロン100% や法政大学などで行う。この頃、「ANKO」というファッションブランドのショーでパフォーマー加藤真治とコラボレーションで演奏を行った。
1989年には、オムニバスCD『ハレはれナイト』（サエキけんぞうプロデュース/ソリッドレコード）、オムニバスCD『DRIVE TO HEAVEN』（玖保キリコ氏プロデュース/ WAVEレコード)、共にコンスタンス・タワーズで参加。1990年には映画「パンツの穴6・キラキラ星見つけた！」の音楽を担当（ただし、公式クレジットの音楽担当は岸野雄一のみ）。
以後、CF、映画音楽、TV番組劇伴の制作が増える。呉羽化学の「キチント」さんのCMソングは耳に残るメロディとして新聞、雑誌に取り上げられた。テレビのバラエティ番組に岡村自身が出演したこともある。ボーカルも岡村自身によるもの。元々は別な歌手が歌う予定だったが、仮歌で入れられた岡村自身の素朴な歌声が採用された。
1999年、岸野雄一、常盤響とのバンド、Space Ponch が「The World Shopping with Space Ponch」をトランソニックレコーズからリリース。1990年代に制作された「ブルースでなく」は生前のフランク・ザッパをはじめ、ヴァン・ダイク・パークス、ティム・バートン、ジム・オルークらの手にわたり話題となった幻の音源。2012年にようやくCDとしてリリースされ、音楽誌で話題となった。
タイトルの「ブルースでなく」はブルースで泣く、の意ではなく、「ブルース・リーではなく、ミント・リー」の意味。岡村の別名義が Mint-Leeであることから命名された。

## 映画
黒沢清監督作品
- 地獄の警備員
- Vシネマ 『893タクシー』
- 打鐘（ジャン)

犬童一心監督作品
- 二人が喋ってる。（サンダンス映画祭・コンペティション部門グランプリ受賞作品）
- アニメ作品 金魚の一生（キリン・コンテンポラリーアワード-キリンアートプロジェクトによる芸術祭グランプリ受賞）

高瀬将嗣監督作品
- Vシネマ『世紀末博狼伝サガ パート1・2』

佐々木浩久監督作品
- ナチュラル・ウーマン（音楽監督：梅林茂）

### TV
- TOKYO MX他 『たまこまーけっと』挿入歌「ともろう」［作・編曲］
- NHK教育テレビジョン 『えいごリアン』オープニング［作・編曲・ボーカル］
- NHK教育テレビジョン 『スーパーえいごリアン』オープニング［作・編曲］
- NHK教育テレビジョン『いないいないばあっ!』 音楽担当
- NHK教育テレビジョン 『ピタゴラスイッチ』 うたコーナー「水はぐるぐる」［作・編曲］
- NHK教育テレビジョン「こどもあそびうた」研究会に参加-絵描き歌 作・編曲を担当『おかあさんといっしょ』内で放映される
- NHK Eテレ 『時々迷々』主題歌「まようた」［編曲］
- NHK Eテレ 『どちゃもん じゅにあ』音楽担当

## CM
- 呉羽化学「キチントさん」
- UCC「サマーキャンペーン」
- NHK衛星第2「ニッポン娯楽映画の系譜」
- 東芝「携帯PHS・キャロッツ」
- プラス「アスクル宅配便」
- セブンイレブン「小割けそば」
- '95夏ローソンCM曲『サマー・コンビニエンス』に“スイミング・マニア”名で濱田マリらとヴォーカル・コーラス参加

## その他
- NHKクリエイティブ・ライブラリーきっず
- 岡村みどり & Glenn Miyashiro「猫ストーカーのうた」（映画『私は猫ストーカー』主題歌、作曲は蓮実重臣） [ボーカル]
- オラシオンCD-ROM『松竹百年記念映画予告篇集』[作・編曲]
- 加藤紀子 マキシシングル用「ジャズる心」[編曲]
- 加藤賢崇『若さひとりじめ』「河童天国」[作・編曲],「百発百中」[編曲]
- モダンチョキチョキズ『ボンゲンガンバンガラビンゲンの伝説』「蛇はスネーク」[編曲]
- 東京メトロ銀座線田原町駅（1番線）発車メロディ